# 天主教烏汶教區
天主教烏汶教區（拉丁語：Dioecesis Ubonratchathaniensis）是泰國一個羅馬天主教教區，屬他雷暨農勝總教區。範圍包括伊善地區的七個府：烏汶府、四色菊府、素林府、馬哈沙拉堪府、黎逸府、益梭通府和安納乍倫府。2001年有教友24,760人、55個堂區、42名司鐸。主教為班宗·猜亞拉。
1953年設監牧區，1965年12月18日升為教區。